# Tetramorium notiale
Tetramorium notiale är en myrart som beskrevs av Bolton 1980. Tetramorium notiale ingår i släktet Tetramorium och familjen myror. Inga underarter finns listade i Catalogue of Life.